# Thymioptila
Thymioptila là một chi bướm đêm thuộc phân họ Olethreutinae trong họ Tortricidae.

## Các loài
- Thymioptila oedalea (Meyrick, 1909)